# دومينيك جون
دومينيك جون (بالإنجليزية: Dominic John)‏ هو عازف بيانو بريطاني، ولد في 1980 في إنجلترا في المملكة المتحدة.